# Gudermes
Gudermes (in russo Гудермес?; in ceceno Гуьмсе, Gümse) è una città della Russia che si trova nella Repubblica Cecena

## Geografia
La città di Gudermes si trova sulle rive del fiume Gums, ed è situato a 40 chilometri a est di Groznyj.

### Clima
Il clima di Gudermes è continentale, l'inverno è infatti breve e l'estate calda e lunga.
| GUDERMES            | Mesi | Mesi | Mesi | Mesi | Mesi | Mesi | Mesi | Mesi | Mesi | Mesi | Mesi | Mesi | Stagioni | Stagioni | Stagioni | Stagioni | Anno |
| GUDERMES            | Gen  | Feb  | Mar  | Apr  | Mag  | Giu  | Lug  | Ago  | Set  | Ott  | Nov  | Dic  | Inv      | Pri      | Est      | Aut      | Anno |
| ------------------- | ---- | ---- | ---- | ---- | ---- | ---- | ---- | ---- | ---- | ---- | ---- | ---- | -------- | -------- | -------- | -------- | ---- |
| Precipitazioni (mm) | 29   | 27   | 29   | 33   | 62   | 61   | 48   | 37   | 47   | 40   | 41   | 32   | 88       | 124      | 146      | 128      | 486  |

## Storia
La fondazione di Gudermes si attesta intorno al XVII secolo. I fondatori furono abitanti dei villaggi vicini.
Nel corso di violenti combattimenti, il villaggio è stato più volte distrutto, come nel 1821 dal colonnello Grekov e nel 1837 dal generale Fese.
Il 14 gennaio 1929 Gudermes viene trasformato in un kolhoz e viene rinominato in Kalinin.
Il 5 aprile 1941 il Consiglio Supremo del RSFSR unisce i villaggi di Kalinin, Kundukov e Aul Giumse nell'unica cittadina di Gudermes.

## Popolazione
| Cambiamento demografico | Cambiamento demografico | Cambiamento demografico | Cambiamento demografico | Cambiamento demografico | Cambiamento demografico | Cambiamento demografico | Cambiamento demografico |
| 1931                    | 1939                    | 1959                    | 1967                    | 1970                    | 1979                    | 1989                    | 1992                    |
| ----------------------- | ----------------------- | ----------------------- | ----------------------- | ----------------------- | ----------------------- | ----------------------- | ----------------------- |
| 3300                    | ↗10 737                 | ↗18 553                 | ↗29 000                 | ↗32 445                 | ↗34 012                 | ↗38 089                 | ↗39 700                 |
| 1996                    | 2002                    | 2005                    | 2006                    | 2007                    | 2008                    | 2009                    | 2010                    |
| ↘30 800                 | ↗33 756                 | ↗36 400                 | ↗39 000                 | ↗40 100                 | ↗41 200                 | ↗42 605                 | ↗45 631                 |
| 2011                    | 2012                    | 2013                    | 2014                    | 2015                    | 2016                    |                         |                         |
| ↘45 600                 | ↗47 690                 | ↗49 029                 | ↗50 009                 | ↗51 215                 | ↗52 407                 |                         |                         |

## Cultura
- Teatro infantile
- Parco dei divertimenti
- Acquapark
- Cinema
- Museo "Akhmad Kadyrov"

## Economia
I principali stabilimenti di Gudermes sono:
- Fabbrica di gelato industriale
- Impianto chimico
- Impianto per la produzione di bevande
- Conservificio
- Impianto per lo sviluppo di apparati medicinali
- Impianto metallurgico

## Galleria d'immagini

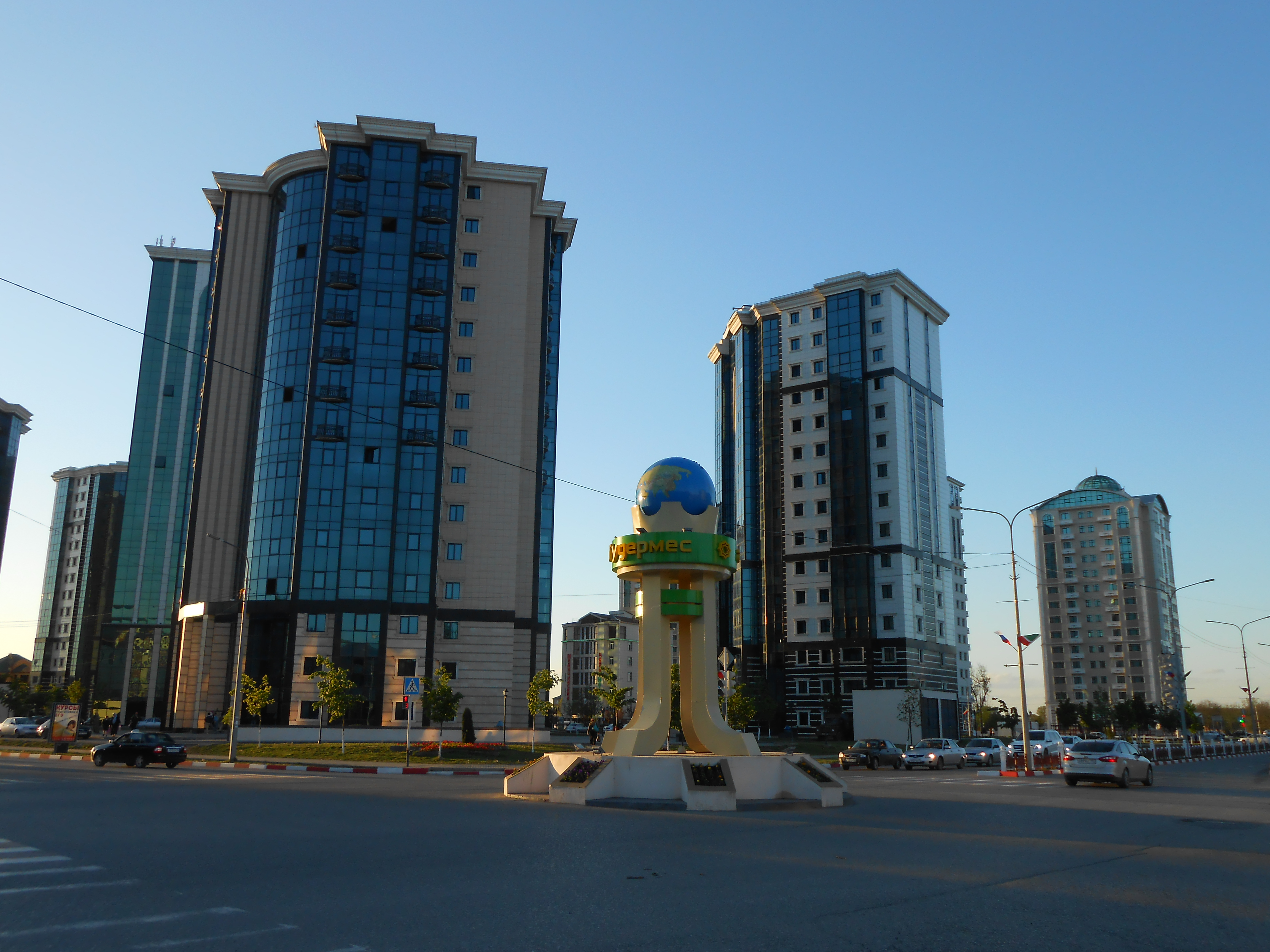
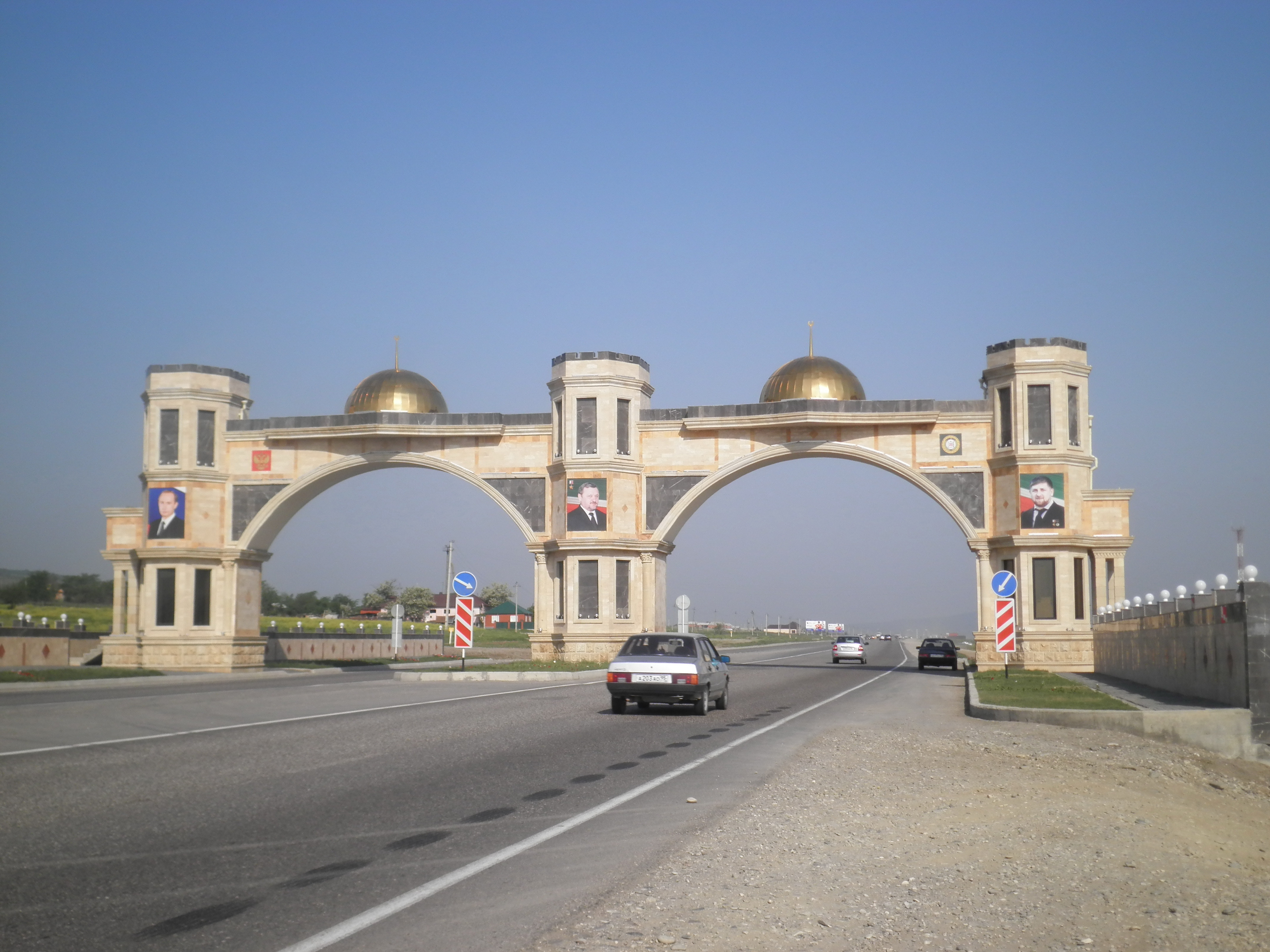